# Zakroczym
Pour les articles homonymes, voir Zakroczym (homonymie).
Zakroczym (prononciation : [zaˈkrɔt͡ʂɨm]) est une ville polonaise de la gmina de Zakroczym et de le powiat de Nowy Dwór Mazowiecki de la voïvodie de Mazovie dans le centre-est de la Pologne.
La ville est le siège administratif (chef-lieu) de la gmina de Zakroczym.
Elle se situe environ 5 kilomètres à l'ouest de Nowy Dwór Mazowiecki (siège du powiat) et 36 kilomètres au nord-ouest de Varsovie (capitale de la Pologne).

## Histoire
Établi comme village au XIe siècle, Zakroczym obtient le statut de ville en 1422.
De 1975 à 1998, Nasielsk est attachée administrativement à la voïvodie de Varsovie.

Depuis le 1er janvier 1999, à la suite de la réforme administrative et territoriale, Nasielsk fait partie de la Voïvodie de Mazovie.